# Acquiduci

Localització d'Acquiduci

Acquiduci (italià: Acquedolci, gal-sicilià: Marina), també anomenat Acquaduci, és un municipi italià, dins de la ciutat metropolitana de Messina. L'any 2007 tenia 5.504 habitants. Limita amb els municipis de Caronia, San Fratello i Sant'Agata di Militello.

## Administració
| Període | Identitat    | Partit        |
| ------- | ------------ | ------------- |
| 2017-   | Alvaro Riolo | Llista cívica |

## Galeria fotogràfica

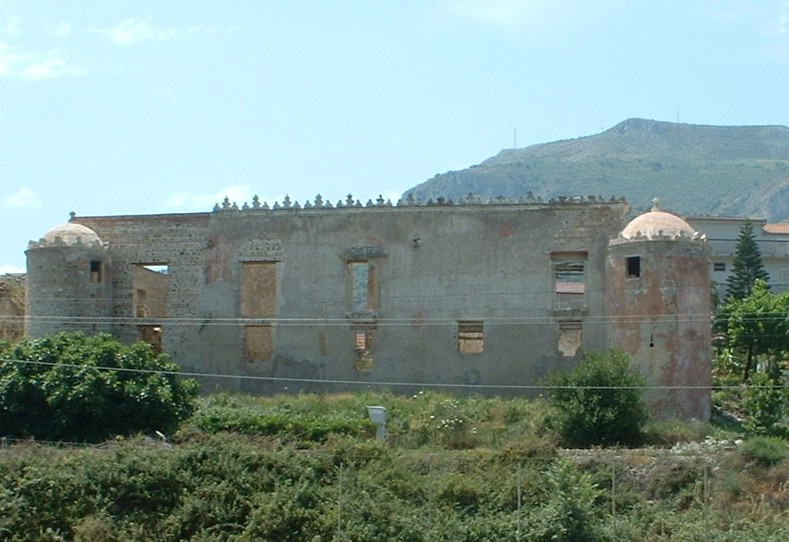
les restes del castell
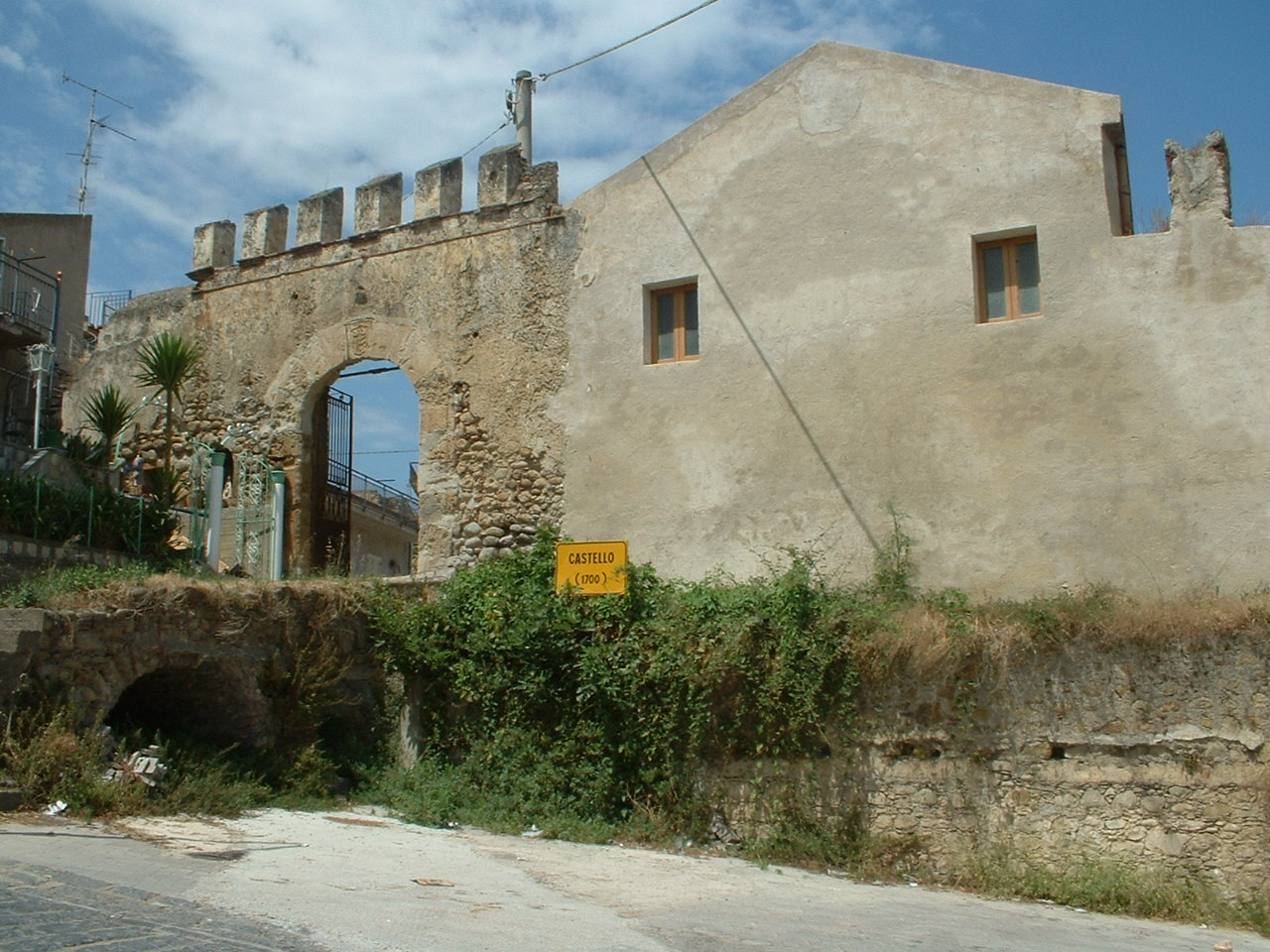
Entrada del castell.